# Автошлях Р 44
| \| Р 44 \| |                               |
| Довжина    | 131 км                        |
| Області    | Сумська область               |
| Маршрут    |                               |
| Глухів     | М02 E101 E38 Т 1915 Т 2502    |
| Перемога   |                               |
| Баничі     |                               |
| В'язенка   |                               |
| Путивль    | Т 1914 Т 1911                 |
| Чумакове   | Т 1910                        |
| Клепали    |                               |
| Піски      |                               |
| Ворожба    |                               |
| Білопілля  | Т 1917 Т 1918                 |
| Синяк      |                               |
| Суми       | Н07 Н12 Р45 Р61 Т 1901 Т 1909 |
| Р 44       |                               |

Автошлях Р44 починається на півночі Сумської області у місті Глухів і проходить через такі міста, як:
- Путивль;
- Ворожба;
- Білопілля.

І закінчується у місті Суми, де вже автошляхом Р45 продовжується до Харкова.

Автомобільні шляхи між районами Сумської області

Поблизу Глухова дорога перетинається з автомобільним шляхом М02E101 міжнародного значення Київ — Москва, а в самому місті Р44 зливається з дорогою E38 міжнародного значення Глухів — Курськ.
Загальна довжина — 131 км.